# Ballinaclash
Ballinaclash är en ort i republiken Irland.   Den ligger i grevskapet Wicklow och provinsen Leinster, i den östra delen av landet, 50 km söder om huvudstaden Dublin. Ballinaclash ligger 103 meter över havet och antalet invånare är 301.
Terrängen runt Ballinaclash är kuperad västerut, men österut är den platt. Runt Ballinaclash är det ganska glesbefolkat, med 47 invånare per kvadratkilometer. Närmaste större samhälle är Wicklow, 16,5 km nordost om Ballinaclash. Trakten runt Ballinaclash består i huvudsak av gräsmarker.